# Grimaud, Var
Grimaud là một xã thuộc tỉnh Var trong vùng Provence-Alpes-Côte d’Azur, Pháp. Xã này có diện tích 44,58 km², dân số năm 2006 là 4233 người. Xã này nằm ở khu vực có độ cao trung bình 102 mét trên mực nước biển. 

## Biến động dân số
| 1962                                         | 1968 | 1975 | 1982 | 1990 | 1999 | 2007 |
| -------------------------------------------- | ---- | ---- | ---- | ---- | ---- | ---- |
| 1378                                         | 1672 | 2408 | 2910 | 3322 | 3780 | 4233 |
| Số liệu từ năm 1962, dân số không tính trùng |      |      |      |      |      |      |